# Маямі (народ)

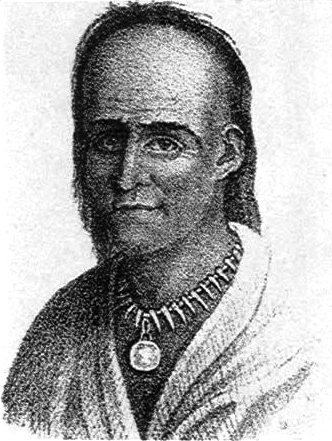
Маленька Черепаха, вождь маями.

Маямі (маямі-іллінойс Myaamiaki) - плем'я північноамериканських індіанців алгонкінської мовної групи. Розмовляли мовою маямі-іллінойс.
Жили біля західних берегів озера Мічиган і з 1658 року стали вперше відомі французам. Незабаром після цього  були витіснені звідти іншими індіанськими племенами і оселилися на території сучасних штатів Індіана та Огайо.
Маямі були осілими землеробами, займалися також полюванням на бізонів.
Активно брали участь у всіх індіанських повстаннях і війнах аж до 1812 року.
Незважаючи на опір американським переселенцям, маямі змушені були в період з 1795 по 1854  покинути всі свої землі (лише частина племені залишилась в Індіані) і піти на захід (за річку  Міссісіпі), спочатку в Канзас, а потім в Оклахому.
У середині XX ст. чисельність маямі, що залишилися в Індіані, була близько 400 людей, здебільшого метисів, розсіяних по штату невеликими громадами, що представляють собою дрібні фермерські господарства.